# Подарок Гумбольдта
Подарок Гумбольдта — роман 1975 года канадско-американского писателя Сола Беллоу. Он выиграл Пулитцеровскую премию 1976 года в области художественной литературы. В том же году Беллоу получил Нобелевскую премию по литературе.

## Сюжет
Роман, который Беллоу изначально задумывал как рассказ, представляет собой историю о дружбе Беллоу с поэтом Дельмором Шварцем. Он исследует изменяющиеся отношения искусства и власти в материалистической Америке. К этой теме обращаются через противоположные карьеры двух писателей, фон Гумбольдта Флейшера и его протеже Чарли Цитрина (в некоторой степени версия самого Беллоу). Флейшер стремится поднять американское общество с помощью искусства, но терпит неудачи. Напротив, Чарли Ситрин зарабатывает много денег на своих произведениях, особенно на бродвейских пьесах и фильмах о персонаже по имени Фон Тренк — персонаже, созданном по образцу Флейшера.
Другой известный персонаж в книге — Ринальдо Кантабиле, подражатель чикагского гангстера, который пытается заставить Цитрина подружиться. Поскольку его карьерные советы Цитрину коммерчески привязаны, они прямо противоположны советам бывшего наставника Цитрина, Гумбольдта Флейшера, который уделяет первостепенное внимание художественной целостности.

## Восприятие
«Подарок Гумбольдта» получил Пулитцеровскую премию за художественную литературу в 1976 году, первая работа Беллоу после того, как три предыдущие работы стали финалистами. В романе Гумбольдт говорит, и Цитрин соглашается, что приз является «фиктивной газетной наградой за рекламу, присуждаемой мошенниками и неграмотными». Когда его спросили об описании после получения приза, Беллоу засмеялся и сказал, что примет награду «в достойном молчании».
Некоторые критики, в том числе Малкольм Брэдбери, рассматривают роман как комментарий к растущей коммодификации культуры в Америке середины XX века. На протяжении большей части книги Беллоу анализирует свои мысли о духовности, поэзии и успехе в Америке.